# Derick Armstrong
Derick Armstrong född 2 april 1979 i Jasper i Texas, är en utövare av amerikansk fotboll.
Han spelar som wide receiver för laget Winnipeg Blue Bombers i serien Canadian Football League (CFL). Armstrong har också spelat för Houston Texans i serien National Football League (NFL).